# Labidochromis ianthinus
Labidochromis ianthinus és una espècie de peix de la família dels cíclids i de l'ordre dels perciformes. Va ser descrit per Digby S.C. Lewis el 1982.

## Morfologia
Els adults poden atènyer fins a 9 cm de longitud total.

## Distribució geogràfica
Es troba a llac Malawi a l'Àfrica oriental